# NGC 6731
NGC 6731 é uma estrela dupla na direção da constelação de Lyra. O objeto foi descoberto pelo astrônomo Gerhard Lohse em 1886, usando um telescópio refrator com abertura de 15,5 polegadas. 